# هوانوردی دوربرد

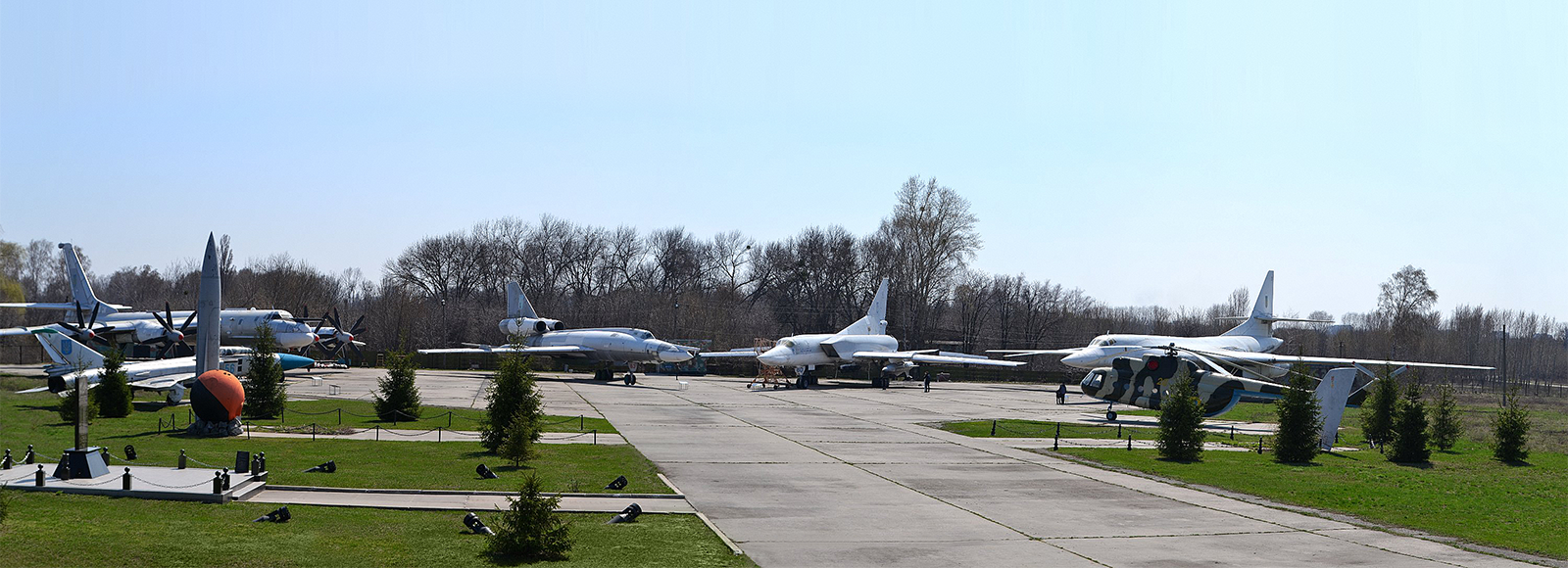
هواپیماهای دوربرد توپولف ۹۵، توپولف ۲۲، توپولف ۲۲ام، توپولف ۱۶۰

هوانوردی دوربرد (روسی: Авиация Дальнего Действия Aviatsiya dal'nego deystviya، به شکل خلاصه AДД یا ADD) شاخه ای از نیروهای هوافضای روسیه است که مسئول انجام حملات هسته‌ای یا متعارف دوربرد است. این شاخه قبلاً بخشی از نیروی هوایی شوروی و نیروی هوایی روسیه بود که وظیفه بمباران دوربرد اهداف راهبردی با سلاح‌های هسته‌ای را داشت. این نیرو در طول جنگ سرد، و به عنوان همتای فرماندهی راهبردی هوایی نیروی هوایی ایالات متحده آمریکا ایجاد شد.